# Антонов-Овсеенко, Антон Антонович
Антон Антонович Антонов-Овсеенко (род. 11 марта 1962, Тамбов, Тамбовская область, РСФСР, СССР) — советский и российский журналист, писатель, учёный. Кандидат исторических наук (1998), доктор филологических наук (2013), профессор Московского политехнического университета медиаиндустрии, профессор Тверского государственного университета.

## Биография

### Ранние годы
Родился 11 марта 1962 г. в Тамбове. Внук революционера Владимира Александровича Антонова-Овсеенко, сын писателя-диссидента Антона Владимировича Антонова-Овсеенко.
Начинал печатником в типографиях, работал в аппаратах ВЛКСМ, союзных и федеральных министерств, большую часть трудового пути провел в СМИ.

### Образование
В 1988 г. окончил Факультет журналистики МГУ им. М. В. Ломоносова, в 1994 г. защитил кандидатскую диссертацию по истории, в 2013 г. — докторскую по филологии (2013), специалист по 1917 г., специалист по истории отечественных СМИ.

### Работа в СМИ
В масс-медиа прошел путь от печатника типографии до генерального директора, от корреспондента до главного редактора.
В том числе:
- корреспондент, заведующий редакцией газеты «Московский комсомолец» (1990—1992 гг.)
- зав. сектором регионов РФ, директор филиала газеты «Коммерсантъ-daily» в Санкт-Петербурге (1992—1995 гг.)
- генеральный директор «Престиж-радио» (101,7 FM)
- генеральный директор рекламного агентства «Знак»
- заместитель генерального директора Издательского дома «Коммерсантъ» (1995—1997 гг.)
- руководитель (генеральный директор) московского проекта бесплатной газеты «Метро» (1997—1999 гг.)
- начальник Управления периодической печати Министерства печати и массовых коммуникаций РФ (1999 г.)
- медиа-менеджер Издательского дома Родионова — заместитель главного редактора еженедельника «Профиль»
- главный редактор журнала «Крестьянка» (2008—2009 гг.)
- заместитель главного редактора журнала «Промышленник России» — и. о. руководителя пресс-службы Российского союза промышленников и предпринимателей (2009—2011 гг.).

### Предприниматель
В 2000—2009 гг. — владелец бизнеса в сфере издательства, полиграфии и рекламы: размещение наружной рекламы сити-формата; выпуск корпоративной периодики и представительской полиграфии для НК ЮКОС, ОАО «Альфа-банк», сетей «Ёлки-Палки», «Джекпот» и др., собственных периодических изданий — «Я люблю ДПС», «Собачье дело», «Жизнь замечательных зверей» и др. (параллельно — вице-президент АКБ «Союзобщемашбанк»).

### Автор и составитель книжных изданий
- Монография «Продолжение следует. Происхождение, развитие, актуальный момент и перспективы славяно-русского этноса. Обзор и критика некоторых теорий» (ОАО «Газета Метро», 1999 г.);
- гротеск-пародия «Мастер Твист» (совместно с художником «МК» Алексеем Мериновым, 2005 г.);
- сборник поэзии и прозы «Классика русской эротики» (совместно с художником Михаилом Златковским — издан дважды, в 2000 и 2010 гг.);
- научные монографии: «Периодическая печать революционной России (февраль — октябрь 1917 г.)» (МГИ им. Е. Р. Дашковой, 2012 г.), «Германские деньги в большевистской печати: миф и реальность» (Тверь, 2013 г.).
- «Большевики. 1917» (АСТ, 2014).
- «Три войны России с Украиной» (Фолио, 2016).
- «Журналистика XXI» (Фолио, 2017).
- Альбом с иллюстрациями «Пресса-1917» (Союз издателей «ГИПП», 2017).
- Альбом «1917 год. Отражение» (ИИА «Пресс-меню», 2018)
- Историческое исследование «Смерть» (Фолио, 2019, 500 с.)
- Перевод с французского, редактирование и комментарий к труду П.-Ж. Прудона «Система экономических противоречий, или Философия нищеты» (Фолио, 2021, 654 с.)

## Карьера
- Корреспондент, затем заведующий редакцией газеты «Московский комсомолец» (1990—1992).
- Корреспондент отдела политики газеты «КоммерсантЪ-daily», директор филиала «КоммерсантЪ-daily» в Санкт-Петербурге, ген. директор «Престиж-радио» (101,7 FM) — 1996 г., ген. директор рекламного агентства «Знак» ИД «Коммерсантъ», зам. генерального директора ИД «КоммерсантЪ».
- Первый ген. директор (на запуске) проекта бесплатной газеты «Метро» в Москве (1997—1999 гг.).
- Корреспондент отдела политики ИД «Коммерсантъ».
- Корреспондент ATV (снимал сюжеты для передачи «Пресс-клуб»)[3].
- Директор Санкт-петербургского филиала газеты «Коммерсантъ».
- Генеральный директор «Престиж-радио».
- Руководитель проекта бесплатной газеты «Метро» (1997—1999)[4].
- Начальник Управления периодической печати Министерства печати, телерадиовещания и средств массовых коммуникаций (1999).
- Вице-президент «Союзобщемашбанка», ответственный за связи с общественностью и СМИ.
- Преподавал на факультете журналистики МГУ им. М. В. Ломоносова, в Гуманитарном институте им. Е. Р. Дашковой[3], Тверском государственном университете, Академии медиаиндустрии, Московском политехническом университете.

С осени 2022 года Антонов-Овсеенко живёт в Узбекистане, преподаватель предмета «Основы журналистики и массовых коммуникаций» в Университете журналистики и массовых коммуникаций Узбекистана.

## Общественно-политическая деятельность
Член партии «Яблоко», с 2014 по 2017 — руководитель общественной приёмной московского регионального отделения партии. В 2014 — кандидат на выборах депутатов Московской городской думы по 25-му одномандатному округу (занял 3-е место, 7,47 %).
Участник общественно-политических шоу на программах центрального телевидения, радиостанциях «Эхо Москвы», «Свобода» и других.
Организатор и участник публичных мероприятий, в том числе — пикетирования 10 ноября 2016 года в знак протеста против использования полицейских в политических целях.
После вторжения российских войск в Украину 2022 году Антонов-Овсеенко устраивал бойкоты и пикеты, которые заканчивались арестами, но с осени того года Антонов-Овсеенко в Узбекистане.

## Личная жизнь
- Дети: Мария Калинина (4 января 1983), Даниил Антонов-Овсеенко (2 февраля 2017).
- Хобби: собаки, диплом кинолога-селекционера (2006).